# Liste lettischer Erfinder und Entdecker
Die Liste lettischer Erfinder und Entdecker ist eine Liste von Erfindern und Entdeckern aus Lettland in alphabetischer Reihenfolge des Familiennamens.

## A
- Leonid Andrussow: Entwickler des nach ihm benannten Verfahrens zur Herstellung von Blausäure durch Oxidation von Ammoniak und Methan

## D
- Jacob Davis (Lettland/Vereinigte Staaten): Erfinder der Jeans (gemeinsam mit Levi Strauss)

## G
- David Hieronymus Grindel: erster Naturforscher lettischer Herkunft

## I
- Kārlis Irbītis: Flugzeugkonstrukteur

## K
- Richard Kablitz: Erfinder und Unternehmer

## M
- Harry Marnitz: Erfinder der Schlüsselzonenmassage

## O
- Wilhelm Ostwald: Nobelpreisträger und Erfinder des Ostwaldverfahrens zur Herstellung von Salpetersäure

## S
- Gotthard Friedrich Stender: Erfinder einer der ersten Waschmaschinen (1765)

## T
- Esther Takeuchi: Chemikerin und Materialwissenschaftlerin, die sich mit der Entwicklung von Batterien befasst

## U
- Juris Upatnieks: Pionier der Holografie

## W
- Paul Walden: Entdecker der Walden-Umkehr

## Z
- Friedrich Arturowitsch Zander: Erfinder und Raketenbauer
- Walter Zapp: Erfinder der Kleinstbildkamera und der Marke Minox